# Marcela Cernadas

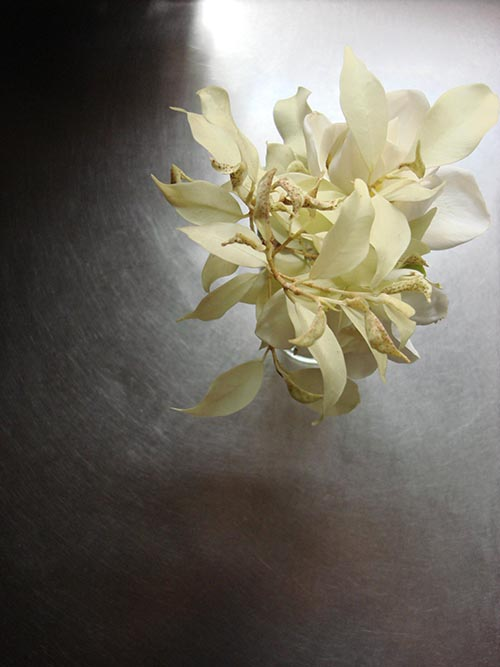
Marcela Cernadas. Still life on steel

Marcela Cernadas là một nghệ sĩ thị giác sinh ra ở Campana, Argentina, năm ngày 31 tháng 12 năm 1967. Bà tham gia làm phim, nhiếp ảnh, nghệ thuật sắp đặt, hội họa, điêu khắc và thơ ca. Là một nhân vật chính tích cực trong bối cảnh quốc tế đương đại, bà tham gia với hai hoạt động Venice Biennale lần thứ 50  và được mời tham gia Liên hoan Miradas de Mujeres ở Madrid. Tác phẩm của bà có mặt trong các bộ sưu tập công cộng và tư nhân ở Châu Âu và Hoa Kỳ, như là Cisneros Fontanals Art Foundation ở Miami và Bảo tàng Giáo phận Venice,

## Tiểu sử
Những hành trình, những trải nghiệm đa ngôn ngữ, và nhận được sự giáo dục đã định hình suy nghĩ và công việc của bà từ khi còn nhỏ. Vào cuối những năm 80, bà đã đi đến Paris để cải thiện tiếng Pháp, và đến Ý với một học bổng của Bộ Ngoại giao Ý để nghiên cứu ngôn ngữ ý. Trong những năm đầu thập niên 90, bà định cư ở Venezia, nơi đã có những ảnh hưởng đến sự nghiệp thơ ca và nghệ thuật của bà, và bắt đầu một hành trình liên tục và sinh sống ở nhiều quốc gia, Ý, Tây Ban Nha, Hoa Kỳ và trở về quê hương của mình. Bà đã đi khắp các viện bảo tàng nghệ thuật phương Tây, thường xuyên ghé thăm các studio của nhiều nghệ sĩ  tại Đại học IUAV ở Venice, bà gặp các giáo sư của mình: nhà sử học nghệ thuật Pierre Rosenberg, các nhà triết học Franco Rella và Giorgio Agamben, và người quản lý Carlos Basualdo và Hans Ulrich Obrist. Để sau này cô viết nên công thức Thần dược, bao gồm trong Do It Seminar and in Do It For/With Someone Else. Bà cũng gặp nghệ sĩ Grazia Toderi, người khởi xướng nghệ thuật làm phim của bà và Olafur Eliasson, người mà bà đã quay và đóng vai Banquet, một trong những tác phẩm nghệ thuật đầu tiên của bà trong tiệc chiêu đãi, tại nhà riêng ở Venetian.